# Yala City FC
Der Yala City Football Club (thailändisch สโมสรฟุตบอลยะลา ซิตี้) ist ein professioneller Fußballverein aus Yala in der südlichen Provinz Yala. Ab der Saison 2024/25 spielt der Verein in der dritten Liga, der Thai League 3. Hier spielt der Verein in der Southern Region.

## Geschichte
Der Verein wurde 2023 gegründet. Das erste Jahr spielte der Verein in der Thailand Amateur League. 2024 trat der Verein in der Thailand Semi-Pro League an. Hier trat man mit dem Phuket Rajabhat University FC in der Southern Region an. Mit drei Siegen in vier Spielen wurde man erster und stieg in die dritte Liga auf. Hier tritt man in der Southern Region an.

## Erfolge
- Thailand Semi-Pro League – South: 2024  ▲

## Stadion
Der Verein trägt seine Heimspiele im National Sports University Stadium in Yala aus. Das Stadion hat ein Fassungsvermögen von 2000 Personen.

## Saisonplatzierung
| Saison  | Liga                             | Liga  | Liga   | Liga | Liga | Liga | Liga  | Liga   | Liga     | Pokal  | Pokal                  | Pokal  |
| Saison  | Liga                             | Level | Spiele | S    | U    | N    | Tore  | Punkte | Position | FA Cup | League Cup             | T3 Cup |
| ------- | -------------------------------- | ----- | ------ | ---- | ---- | ---- | ----- | ------ | -------- | ------ | ---------------------- | ------ |
| 2023    | Thailand Amateur League – South  | 5     | 3      | 1    | 0    | 2    | 10:5  | 3      |          | –      | –                      | –      |
| 2024    | Thailand Semi-Pro League – South | 4     | 4      | 3    | 0    | 1    | 6:1   | 9      | 1. ▲     | –      | –                      | –      |
| 2024/25 | Thai League 3 – South            | 3     | 22     | 2    | 10   | 10   | 13:26 | 16     | 12. ▼    | –      | 1. Qualifikationsrunde | –      |

## Aktueller Kader
Stand: 1. Februar 2025
| Nr. |          | Position | Name                     |
| --- | -------- | -------- | ------------------------ |
| 2   | Thailand | AB       | Dusit Nongpratum         |
| 5   | Thailand | AB       | Muhammat Sidik Uma       |
| 6   | Thailand | AB       | Afis Waeyama             |
| 7   | Thailand | AB       | Somchai Longmina         |
| 8   | Thailand | ST       | Ayu Lateh                |
| 10  | Thailand | ST       | Mahaday Jarong           |
| 11  | Thailand | ST       | Mahamasufiya Sani        |
| 16  | Thailand | MF       | Nasrun Sareeyayo         |
| 17  | Thailand | AB       | Muhammad Salfadee Jehteh |
| 19  | Thailand | MF       | Marapee Wani             |
| 20  | Thailand | TW       | Bukhoree Layee           |
| 21  | Thailand | MF       | Esa Madeeyoh             |
| 22  | Thailand | TW       | Ardenan Bindoloh         |
| 25  | Thailand | AB       | Muhammatarrip Yunu       |
| 27  | Thailand | MF       | Adul Isma-ae             |
| 28  | Thailand | MF       | Ridwan Kehra             |

| Nr. |          | Position | Name                            |
| --- | -------- | -------- | ------------------------------- |
| 29  | Thailand | MF       | Airfan Cheali                   |
| 31  | Thailand | AB       | Isren Luebaesa                  |
| 34  | Thailand | AB       | Suhaimee Roman                  |
| 37  | Thailand | MF       | Adilif Chesor                   |
| 45  | Thailand | MF       | Bisrun Semuso                   |
| 47  | Thailand | ST       | Suhaimee Salaeh                 |
| 56  | Thailand | MF       | Poramet Saiwari                 |
| 66  | Thailand | AB       | Muhammadameen Malee             |
| 70  | Agypten  | ST       | Ibrahim Hatem Ibrahim Elsayed   |
| 88  | Thailand | ST       | Hakim Yusoh                     |
| 89  | Thailand | MF       | Burhanuddeen Lomae              |
| 70  | Agypten  | ST       | Mazen Reda Abdelefattah Mohamed |
| 91  | Thailand | ST       | Marwan Salaeh                   |
| 96  | Thailand | AB       | Nusrool Tool Aman               |
| 99  | Thailand | TW       | Safee-e Hengbaroo               |